# 화려한 외출 (1978년 영화)
"화려한 외출"은 1978년에 개봉한 대한민국의 영화이다.

## 캐스팅
- 윤정희
- 이대근
- 이영하
- 김정란
- 송미남
- 백정자
- 김혜성
- 노용원
- 양일민
- 최성관
- 김기종
- 최성호
- 오희찬
- 김지영
- 문미봉
- 석인수
- 나정옥
- 주상호
- 박부양
- 박달
- 김송남
- 박병기
- 노사강
- 박예숙
- 김경란
- 이정애
- 최남현 (우정출연)
- 이종만 (우정출연)
- 김만 (우정출연)